# Книга на пророк Йезекиил
Книгата на пророк Иезекииля е третата книга от късните пророци в Танаха и една от основните пророчески книги в Стария Завет на Библията. Книгата проследява шест видения на пророк Езекил по време на изгнаничеството му във Вавилон между 591 и 571 година пр.н.е.
Виденията и книгата са структурирани около 3 обекта: пророчества за Юдея и Йерусалим (глави 1 – 24), пророчества за чуждите народи (глави 25 – 32) и бъдещи пророчества за надежда и спасение на Йерусалим (глави 33 – 48). Основните теми в книгата включват присъствието на Бог, чистотата, Израел като божествена общност и индивидуалната отговорност на Бог.
В Новия Завет Езекил и неговата книга почти не са споменавани с изключение на Откровението на Йоан, където Езекил е споменаван многократно и един от основните източници.
Книгата на Езекил повлиява силно мистицизма около Втория йерусалимски храм и Меркаба мистиката – направление в юдейската мистика, просъществувало от 1 век до 11 век..